# Diego de Saavedra Fajardo
Pour les articles homonymes, voir Saavedra et Fajardo.
Diego de Saavedra Fajardo (né le 6 mai 1584 à Algezares, province de Murcie et mort le 24 août 1648 à Madrid) est un écrivain, homme d'État et diplomate espagnol du Siècle d'or. Il est considéré comme le plus grand politique du règne de Philippe IV.

## Biographie

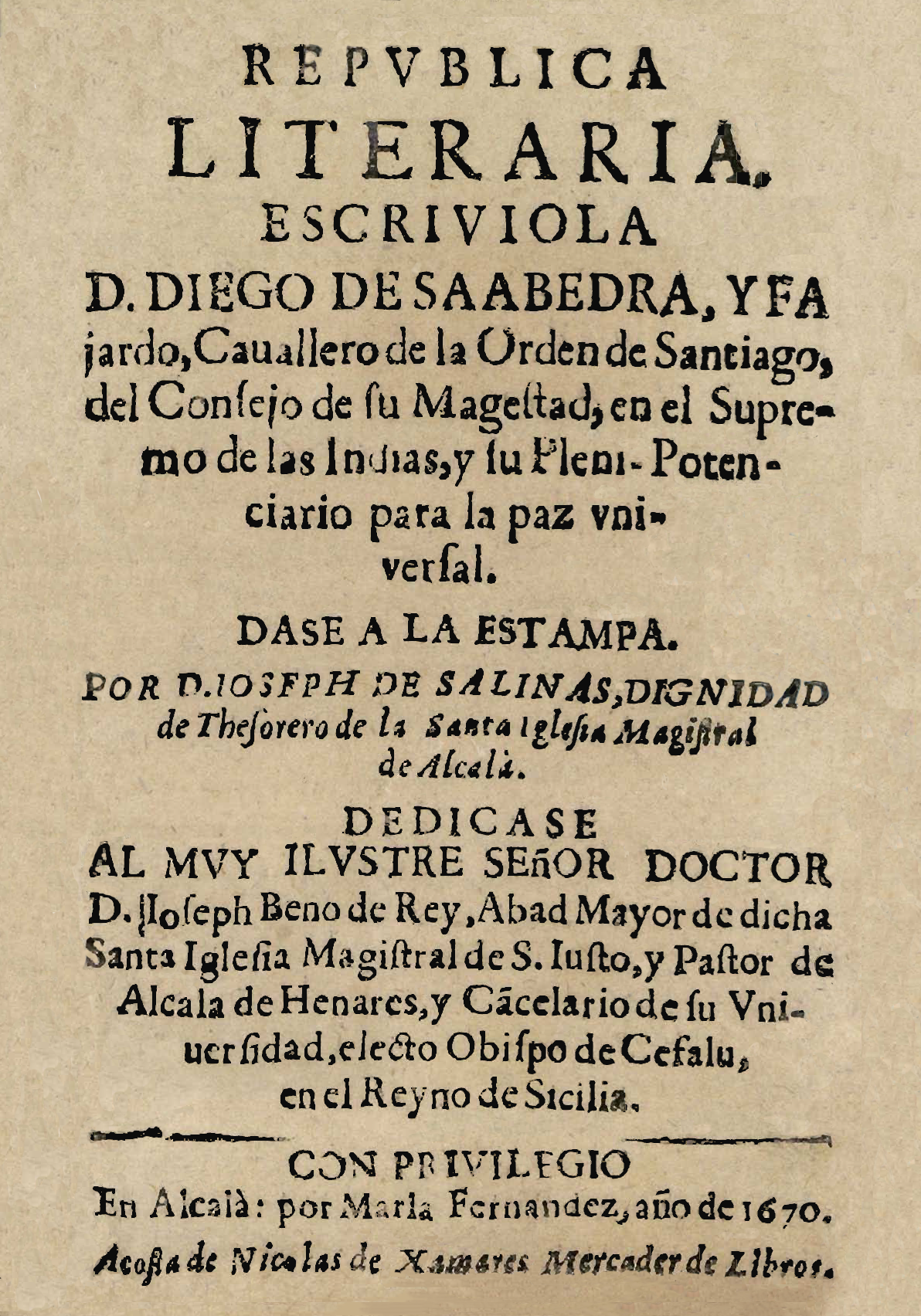
República literaria (Alcalá de Henares, 1670).

Diego de Saavedra Fajardo naquit, en 1584, dans Algezares, bourg du royaume de Murcie, d'une famille d'ancienne noblesse apparenté avec les marquis de Vélez. Après avoir étudié à l'Université de Salamanque, il suivit à Naples, puis à Rome, en qualité de secrétaire de chiffres, le cardinal Gaspard Borgia, nommé vice-roi de Naples, puis il succéda à ce prélat dans la place d'ambassadeur d'Espagne près du Saint-Siège. Les talents et l'habileté que Saavedra déploya dans les différentes négociations dont il fut chargé lui méritèrent la faveur de son souverain, et, pendant trente-quatre ans, il fut continuellement employé, tant en Italie qu'en Suisse et en Allemagne, aux affaires les plus importantes. Il trouvait cependant le loisir de cultiver la littérature espagnole, et le recueil de maximes politiques qu'il publia obtint une vogue prodigieuse. Le comte Saavedra, décoré du collier de Saint-Jacques et nommé membre du Conseil des Indes, fut député, avec Antoine Brun, au congrès de Munster. Extrêmement prévenu, dit Bougeant (Histoire du traité de Westphalie, t. 2, p. 17, édition in-4°), en faveur de sa nation et de son prince, il mit dans sa manière de négocier beaucoup de hauteur et de fierté. Il avait d'ailleurs de l'adresse, et il savait dissimuler ; mais il parut qu'il n'avait été envoyé à Munster que pour y attendre l'arrivée de Brun, ministre bien plus habile et expérimenté. Il revint , en 1646, à Madrid, où il obtint une place au Conseil et à la Chambre des Indes ; mais il se retira peu de temps après dans le couvent des Augustins, et y mourut le 24 août 1648.
Saavedra devina le génie de la langue espagnole, qu'il a perfectionnée et enrichie, et ses compatriotes le regardent encore aujourd'hui comme un de leurs meilleurs écrivains en prose.
Jorge Luis Borges nous remet en mémoire les propos que don Diego de Saavedra Fajardo expose à propos du style, dans le diligent avant-propos de son ouvrage intitulé : « Corona gótica » :
« J'essaye dans mon style d'imiter les latins qui, avec brièveté et magnificence, surent expliquer leurs pensées, et je rejette les vains scrupules de ceux qui recherchent avec affectation la pureté des termes châtiés de la langue castillane, la rendent molle et sens dessus dessous. »
Son livre majeur, « Idea de un príncipe político cristiano representada en cien empresas », publié en 1640, (traduit en français dès 1668 sous le titre Le prince chrestien et politique, est certainement celui qui traduit le mieux les préoccupations du monde hispanique de son époque.
À propos des finances publiques, Diego de Saavedra Fajardo recommande que les budgets devraient être équilibrés par la réduction des dépenses parce que le « pouvoir est fou et n’a aucun frein pour commettre toutes les imprudences économiques ».
Dans un ouvrage posthume, « République littéraire », petit pamphlet dans le genre d'Érasme, plein d'atticisme et de fine raillerie, publié pour la première fois à Alcalá en 1670, Diego de Saavedra Fajardo présente, sous la forme d'un rêve supposé, ses réflexions sur les auteurs classiques et la littérature de son temps.
Ses œuvres complètes ont été publiées à Madrid en 1853.

## Ouvrages
- Idea de un principe politico christiano, Munster, 1640 , in-4°, fig. ; c'est la première édition et la plus recherchée, parce que les suivantes ont été mutilees, l'ouvrage a été traduit en latin par l'auteur ; en italien, par le docteur Paris Cerchiari, Venise, 1648, in-4°, et en français, par Jean Rou, Paris, 1668, 2 vol. in-8°. Ce recueil de maximes politiques fit la réputation de Saavedra. Chacun des chapitres qui le compose est precedé d'un emblème, dont le discours contient l'explication. Réal a jugé sévèrement cet ouvrage (Science du gouvernement, t. 8, p. 434). Juan Sempere y Guarinos en donne plusieurs extraits dans sa Biblioteca española economico-politica (Madrid, 1814, in-8°), t. III, p. 70-109.
- Corona gotica, castillana, y austriaca politicamente illustrada, Munster, 1646, in 4° de 514 pages. La fin prématurée de l'auteur priva le public de la suite de cette histoire, qui se termine en 716, à la mort de Rodéric. Elle a été continuée depuis par Nuñez de Castro, mais avec moins de succès.
- Juizia de artes y sienzias, etc., c'est-à-dire Jugement sur les arts et sur les sciences, Madrid, 1655. Cet ouvrage, réimprimé sous le titre de Republica litteraria, Alcalà, 1670, porte dans les premières éditions le nom de don Cl. Ant de Cabrera. mais Pineda (connu par un dictionnaire espagnol et anglais) le fit réimprimer, en 1744, in-8°, avec une préface dans laquelle il démontre que le véritable auteur ne peut être que Saavedra. La belle réimpression de 1788 est précédée d'une notice sur la vie et les écrits de l'auteur. Ce livre est une critique ingénieuse des ridicules des gens de lettres. ll en existe une traduction française, 1770, in-12, qu'on attribue à François Grasset, libraire de Lausanne.

Les Œuvres de Saavedra ont été recueillies, Anvers, 1677-1678, 4 parties en 1 volume in fol., 1708 et 1739, 3 vol. in-fol., fig. ; Madrid, 1789-1790, 11 vol. in-8°. Ces éditions contiennent la continuation de la Corona gotica, etc. par de Castro, jusqu'en 1379, à la mort de Henri II. Gregorio Mayans a publié une ingénieuse critique de notre auteur sous ce titre : Oratio en alabanza de las eloquentissimas obras de don Diego Saaredra, Valence, 1725, in-4°.